# Плурицентричен език
Плурицентрични езици са езиците, които имат повече от една разновидност на книжовния език. Такива са езици като немския език, с различни стандартни типове в Германия, Австрия и Швейцария, такива езици са още английският, френският, испанският, персийският и някои други. Подобно на тях, българският език има няколко книжовни норми – наред с основната, използвана в България, съществуват македонска норма, която също използва кирилицата, и банатска норма, която използва латиницата. За разлика от плурицентричните езици, друг тип езици притежават единен стандарт – такива са италианският, датският, полският, руският и др.